# Miriam Elim
Miriam Elim, seudónimo de María Preuss (1898-1927), fue una poetisa chilena que formó parte de la escena literaria de la década de 1920. Su obra no ha sido mayormente recogida por las antologías de la poesía chilena.
En 1920 el poeta y crítico literario Roberto Meza Fuentes presentó a Elim en la sección «Los Nuevos» de la revista Claridad, que daba vitrina a escritores jóvenes y destacados, donde anunció que «Un libro suyo será una revelación. Está imprimiéndose (...)»; Meza se refería al primer y único libro de la poetisa, Los ojos extasiados, publicado ese mismo año. La obra fue reseñada en la prestigiosa revista mexicana La falange, que identificó la influencia de Amado Nervo en su poesía, planteando que en la poetisa «distinguimos cualidades que, si deja influencias tan directas [de Nervo], pueden algún día sobresalir».
Elim también colaboró en el periódico femenino Evolución.
Falleció en 1927, a los 32 años. Dejó obras inéditas, según lo indicado por un comentario de Raúl Silva Castro.